# Rue Théodore Schwann
La rue Théodore Schwann est une rue du quartier d'Outremeuse à Liège en Belgique (région wallonne). 

## Odonymie
La rue rend hommage à Theodor Schwann dont le prénom fut francisé en Théodore. Theodor Schwann, né le 7 décembre 1810 à Neuss et mort le 11 janvier 1882 à Cologne, est un physiologiste, histologiste et cytologiste allemand. Parmi ses nombreuses contributions scientifiques, il faut noter le développement de la théorie cellulaire,. Il occupa la chaire d'anatomie à l'Université de Liège. 

## Histoire
Comme tout le quartier construit autour de la place du Congrès, la rue est percée vers 1880 au lieu-dit des Prés Saint-Denis (parties nord et est d'Outremeuse).  

## Description
Cette voie plate et rectiligne mesurant environ 83 m est l'une des sept voiries partant de la place du Congrès. Elle relie cette place circulaire à la rue des Bonnes-Villes. Elle fait partie d'une longue ligne droite d'Outremeuse (960 m) comprenant aussi la place du Congrès, la rue Jean d'Outremeuse, la place Delcour, la rue Méan et la place Sylvain Dupuis. 
La rue compte deux douzaines d'immeubles tous érigés à la fin du XIXe siècle et au début du XXe siècle donnant ainsi à la rue une certaine homogénéité architecturale.

## Voiries adjacentes
- Place du Congrès
- Rue des Bonnes-Villes